# 임달영
임달영(林達永, 1977년 6월 14일 ~ )은 대한민국의 작가, 소설가, 만화 원작가이다. 게임 시나리오 작가로도 활동한 바 있다. 1990년대 초 그는 소설가로 데뷔하게 된다. 전기물이라는 장르적 특색이 잘 나타나는 레기오스는 당시에는 판타지라는 개념이 없어 서점에서 어디에 배치해야할지 모르겠다는 문의가 왔을 정도로 한국 판타지 소설 시장의 태동과 함께 나온 소설이었다. 이후 만화로도 연재되고 있는 마이언 전기등을 출간하면서 소설가로서의 입지를 다진다. 1990년대 말 아트림 미디어의 전신인 Creative Dream Presents Arts(이하 CDPA)라는 게임 동인 그룹을 만든다. 이후 1년간 게임 개발 작업을 착수한다.(이때 만든 게임이 Plue이다.) 이후 아트림 미디어라는 회사를 발촉하고 법인을 설립하면서 아트림 미디어의 대표직을 맡는다. 그후 아트림 미디어에 속해 미소녀 연애 시뮬레이션 게임 제작에 힘을 쏟는다. 이때 만들어진 미소녀 연애 시뮬레이션 게임의 대표적으로는 제로 흐름의 원등이 있다. 하지만 이후 온라인 게임 붐이 와서 결국 비주얼 게임과 패키지 게임의 시대가 끝나게 되면서 자연스럽게 비주얼 게임의 한 지류였던 연애시뮬레이션 게임사업을 접게된다. 그 이후 제로 흐름의 원의 게임 발표와 동시에 진행하던 미디어 믹스 프로젝트인 만화 컨텐츠를 주로 하여 활동하게 된다. 기타 주요 활동으로는 2007년 한국 라이트 노밸 시장의 첫 레이블인 시드노벨에서 유령왕과 제로 퍼팩트 디멘션을 출간하면서 한국 라이트 노벨 작가 1세대로 활동하기도 했다.

## 주요 작품

### 소설
- 레기오스(1994~1995)[1] 출판사 퇴설당 / 재발행 (2002) 출판사 블랙탄
- 피트에리아(마이언 전기 2부)(1996) 출판사 숨은책
- 안티테제(1998) 출판사 : 서울창작패밀리
- 피트에리아 2(출판 되지 않음. 인터넷 연재)
- 제로 더 루트(2000~2002)[2] 출판사 : 프로넷
- 마이언 전기(2000~2001) 출판사 : 프로넷
- 고교 3년생의 사랑(2001) 출판사 : 프로넷
- 마치(March)(2001) 출판사 : 파란

#### 라이트노벨
- 유령왕(2007~)[3] 삽화 : 이수현 출판사 : 디앤씨미디어(시드노벨)
- 제로 퍼펙트 디멘션(2007~)[4] 삽화 : 김광현 출판사 : 디앤씨미디어(시드노벨)

### 만화
- 피트에리아 2(마이언 전기 1부)(1999) 출판사 : 대원씨아이
- 청학원전설(1999) 출판사 : 아선미디어
- 제로-흐름의 원(2000) 작화 : 박성우 출판사 : 이소프넷
- 제로-시작의 관(2001~2004) 작화 : 박성우 출판사 : 대원씨아이
- 흑신(2004~2012)[5] 작화 : 박성우 출판사 : 대원씨아이
- 언밸런스X2(2005~2012)[6] 작화 : 이수현 출판사 : 대원씨아이
- 제로-흐름의 원(2006~)[7] 작화 : 노상용 출판사 : 대원씨아이
- 불꽃의 인페르노(2006~)[8] 작화 : 김광현 출판사 : 학산문화사
- 팬텀 프린세스 VS(2007~2012) 작화 : 이수현 출판사 : 학산문화사
- 프리징(2007~) 작화 : 김광현 출판사 : 학산문화사
- 마이언 전기(2008~) 작화 : 정수철 출판사 : 학산문화사
- 유령왕(2009~) 작화 : 윤재호 출판사 : 학산문화사
- 리버스 : 더 루나틱 테이커(2009~2011) 작화 : 이수현 출판사 : 아트림 미디어
- 코믹 GT(2011~)[9] 출판사 : 아트림미디어
- 편집장과 이웃사촌(2011~2012) 작화 : 이해원 한국 비출간
- 프리징 퍼스트 크로니클(2011~2012) 작화 : 윤재호 한국 비출간
- 모모루부(2012~) 작화 : 시카하쿠 한국 비출간
- 이팀장과 저녁식사(2012) 작화 : 이해원 홈페이지 연재
- 사이 테이커(2012~2013) 작화 : 이수현 출판사 : 아트림 미디어
- 프리징 제로(2012~) 작화 : 정수철 한국 비출간
- 모소 칵요 노 미치나가 상(2012~) 작화 : 시카하쿠 & 이수현 한국 비출간
- 에이스 메이드(2013~) 작화 : 이해원 한국 비출간
- 프리징 페어 러브스토리(2013~) 작화 : 김소희 일부 에피소드 각본 협력 : 오버정우기(대표작 : 숨덕부<라이트 노벨>) 한국 비출간
- 리버스 : 더 라이프 테이커(2015~) 작화 : 이수현 출판사 : 아트림 미디어

### 게임
- 플러스 내 기억 속의 이름(2000) 제작 : 아트림 미디어
- 제로-흐름의 원(2000) 제작 : 아트림 미디어
- 스커드 잼(2001) 제작 : CDPA 유통 : 이소프넷 시나리오 : 이도경
- 푸른 눈물(2003) 제작 : 아트림 미디어
- 계절의 신부(2003) 제작 : 아트림 미디어
- 실루엣(2004) 제작 : 아트림 미디어

### 동인지
- 크로스 메이크 작화 : 김광현, 이수현, 이혜원 제작 : CDPA

2008년(C75)판
2009년(C77)판
2010년 겨울(C79)판
2011년 여름(C80)판
2011년 겨울(C81)판
2012년 여름(C82)판
2012년 겨울(C83)판
- 스테인스 오브 더 와이프(아내의 자세) 작화 : 이수현 제작 : CDPA

### 아트북
- 임 엑스트라 웍크(2004~2010) 작화 : 김광현, 박성우, 이수현 제작 : CDPA
- 이수현 미니 웍크 작화 : 이수현 제작 : CDPA

## 다른 활동

### 애니메이션
- 프리징 원작의 스토리 작가로 애니메이션 제작시 간접 참여
- 프리징 비브레이션 프리징 애니메이션 시즌 2. 원작의 스토리 작가로 애니메이션 제작시 간접 참여
- 흑신 원작의 스토리 작가로 애니메이션 제작시 간접 참여